# Hossein Vafaei
Hossein Vafaei (Abadan, 15 oktober 1994) is een Iraans professioneel snookerspeler.

## Carrière
Sinds 2012 heeft hij een tourkaart, maar vanwege visa problemen kon hij de eerste jaren niet veel toernooien spelen. Halvefinales bereikte Vafaei op de China Open van 2017 waar hij verloor van Mark Williams. Ook op de Welsh Open van 2019 bereikte hij de halvefinale. Hij moest het afleggen tegen Neil Robertson nadat hij onder meer Mark Selby aan de kant had gezet.  Verder bereikte hij kwarfinales van de Northern Ireland Open (2016) en het English Open (2017). Zijn eerste professionele titel behaalde hij door in januari 2022 de Snooker Shoot-Out te winnen.

## Belangrijkste resultaten

### Rankingtitels
| #  | Seizoen     | Toernooi          | Verliezend finalist | Verliezend finalist | Score |
| -- | ----------- | ----------------- | ------------------- | ------------------- | ----- |
| 1. | 2021 / 2022 | Snooker Shoot-Out | Mark Williams       | WAL                 | 71-0  |

### Wereldkampioenschap
Hoofdtoernooi (laatste 32 of beter):
| #  | Seizoen     | Editie  | Prestatie  | Extra                                  |
| -- | ----------- | ------- | ---------- | -------------------------------------- |
| 1. | 2021 / 2022 | WK 2022 | Laatste 32 | Verloor met 10-4 van Judd Trump        |
| 2. | 2022 / 2023 | WK 2023 | Laatste 16 | Verloor met 13-2 van Ronnie O'Sullivan |
| 3. | 2023 / 2024 | WK 2024 | Laatste 32 | Verloor met 10-5 van Judd Trump        |
| 4. | 2024 / 2025 | WK 2025 | Laatste 16 | Verloor met 13-10 van Mark Williams    |